# 2025 v loďstvech
Tento článek obsahuje významné události v oblasti loďstva v roce 2025.

## Události
Aktuální události prosím přidejte i sem (bez referencí) pro zobrazení na hlavní straně portálu

### Leden
6. ledna
- Odstupující americký prezident Joe Biden zablokoval rozvoj těžby ropy a zemního plynu na většině pobřeží USA. Zvolený prezident Donald Trump na to prohlásil, že tento zákaz odvolá.[1]

- Ukrajina nárokovala první bojové nasazení FPV dronů vypuštěných z námořního hladinového dronu. Námořní dron (pravděpodobně varianta typu Sea Baby) měl nést nejméně čtyři kvadrokoptéry. Drony měly být využity ke zničení tří protiletadlových raketových kompletů poblíž Skadovsku na okupovaném Krymu.[2]

- Tchajwanská pobřežní stráž obvinila nákladní loď Shunxin-39 (plující s čínským kapitánem, registrované zároveň v Tanzanii i Kamerunu, vlastněné společností Jie Yang Trading Limited z Hong Kongu) z přerušení podmořského optického komunikačního kabelu v oblasti poblíž přístavu Ťi-lung.[3]

10. ledna
- Média informovala, že Sýrie nedala souhlas ruské transportní lodi Sparta II ke vstupu do přístavu Tartús, který je zároveň ruskou námořní základnou. Sparta II připlula 5. ledna 2025, aby pomohla s evakuací vybavení ruské armády po pádu režimu diktátora Asada.[4]

14. ledna
- Ruské vojenské transportní lodě Sparta I, Sparta II a General Skobolev a výsadkové lodě projektu 775 Alexandr Otrakovskij a projektu 11711 Ivan Gren stále čekají v mezinárodních vodách u syrského pobřeží na povolení nové syrské vlády ke vstupu do přístavu Tartús, který je zároveň ruskou námořní základnou. Plavidla připlula, aby se zapojila do evakuace vybavení ruské armády po pádu režimu diktátora Asada.[5]

- Přerušení kabelu Estlink 2: Generální tajemník NATO Mark Rutte informoval o spuštění nové alianční operace Baltská stráž (Baltic Sentry), mající za cíl posílení ochrany kritické podmořské infrastruktury (např. podmořské kabely) v Baltském moři. Stalo se tak v návaznosti na summit NATO v Helsinkách, zaměřený na téma bezpečnosti Baltského moře.[6]

24. ledna
- Krize v Rudém moři: Jemenští Hútíové propustili 25 členů posádky nákladní lodě Galaxy Leader, kterou 19. listopadu 2023 unesli v Rudém moři a dopravili ji do přístavu Hudajda. Posádka pochází z Bulharska, Filipín, Mexika, Rumunska a Ukrajiny. Podle Nejvyšší politické rady Hútíů bylo propuštění rukojmích do Ománu koordinováno s příměřím ve válce mezi Izraelem a Hamásem. Hútíové dále uvedli, že v souladu s příměřím v Gaze omezí útoky na námořní dopravu v Rudém moři. Od října 2023 Hútíové napadli více než 100 obchodních plavidel, přičemž dvě z nich potopili a zabili čtyři členy posádky. Kvůli útokům byly do oblasti vyslány válečné lodě řady zemí. Spuštěna byla mezinárodní Operace Prosperity Guardian a mise EU Operace Aspides.[7]

24. ledna
- Média informovala, že ruská plavidla po dlouhém čekání dostala souhlas a zahájila evakuaci ruských sil z přístavu Tartús, který je zároveň ruskou námořní základnou. Satelitní snímky potvrdily přítomnost ruských nákladních lodí Sparta a Sparta II v Tartúsu, stejně jako úbytek množství vozidel a materiálu, které několik týdnů čekaly připraveny u přístavního mola.[8]

26. ledna
- V noci na neděli byl poškozen podmořský optický kabel Ventspils spojující Švédsko s Lotyšskem přes ostrov Gotland. Švédsko incident vyšetřuje jako možnou sabotáž. Nejprve byla podezřívána tři plavidla. Švédská pobřežní stráž zadržela nákladní loď Vežen a dopravila ji do švédských teritoriálních vod. Loď plula pod vlajkou Malty, spravuje ji bulharská společnost Navibulgar, ale jejím registrovaným vlastníkem je hongkongská společnost Hai Kuo Shipping 2015B Limited. Plula z ruského přístavu Usť-Luga s nákladem hnojiv (síry). V místech kabelu loď podezřele manévrovala a její kotva byla poškozena.[9]

31. ledna
- V souvislosti s vyšetřováním poškození podmořského optického kabelu Ventspils, spojujícího Švédsko s Lotyšskem přes ostrov Gotland, bylo v Tromsø na žádost lotyšských úřadů zadrženo plavidlo Silver Dania. Loď má norské vlastníky a plula pod norskou vlajkou s ruskou posádkou. Dne 24. ledna 2025 vyplula z ruského Petrohradu a mířila do Murmansku. Ve stejném případě bylo už dříve zadrženo ještě plavidlo Vežen.[10][11]

### Únor
6. února
- V Černém moři pokračuje ekologická katastrofa způsobená potopením starých ruských tankerů Volgoněfť 212 a Volgoněfť 239 v listopadu 2024. První tanker se na moři rozlomil a druhý ztroskotal na pobřeží. Oba tankery přitom měly být deset až patnáct let vyřazeny a druhý měl zároveň pozastavenu platnost dokumentů.[12]

9. února
- V noci na neděli došlo ke třem výbuchům v oblasti strojovny tankeru Koala, kotvícím v ruském přístavu Usť-Luga v Baltském moři. Tanker byl naložen 130 tisíci tun mazutu. Všech 24 členů posádky bylo evakuováno. Dle médií tanker najel na mělčinu. Náklad zůstal neporušen.[13]

12. února
- Přibližně ve 23.46 místního času (GMT+2) se u severního ústí suezského průplavu srazila americká letadlová loď USS Harry S. Truman (CVN-75) s nákladní lodí MV Besiktas-M (IMO 9291365; MMSI 355801000; 29 353 GRT) plující pod panamskou vlajkou. Besiktas-M tou dobou vyplouvala z průplavu a Harry S. Truman měl vypnutý AIS.[14]

20. února
- Média informovala, že výbuchy poškodily tři tankery, které jsou podezřelé z příslušnosti k ruské stínové flotile (jejím cílem je obcházet mezinárodní sankce uvalené po invazi na Ukrajinu) a předtím navštívily ruské přístavy. V lednu u tureckého přístavu Ceyhan výbuch poškodil tanker Seacharm, provozovaný řeckou společností Thenamaris. Tanker plul z Novorossijsku. Oficiálně přepravoval ropu z Kazachstánu. Vyzvednuté trosky naznačují, že mohly být použity příssavné miny. V noci na 15. února u italského přístavu Savona došlo ke dvěma výbuchům na tankeru Seajewel, provozovaném řeckou společností Thenamaris. Tanker plul z Novorossijsku se zastávkou v Turecku. Oficiálně přepravoval ropu z Kazachstánu. Na počátku února 2025 výbuch zasáhl rovněž nákladní loď Grace-Ferrum, nacházející se u libyjského pobřeží poblíž Tobruku. Předtím tanker kotvil v ruském baltském přístavu Usť-Luga.[15][16]

21. února
- Čínské lidové námořnictvo uspořádalo námořní cvičení v Tasmanově moři mezi Austrálií a Novým Zélandem. Cvičení proběhlo asi 340 námořních mil jihovýchodně od Sydney. Nad moře a v jeho okolí musela být omezena letecká doprava. Cvičení provázely i předem neohlášené střelby. Čínský svaz tvoří torpédoborec typu 055, fregata typu 054A a zásobovací loď typu 903. Jejich pohyby monitorují australské a novozélandské ozbrojené síly.[17]

### Březen
1. března
- V reakci na nesouhlas s vývojem americké politiky vůči Ukrajině oznámila norská společnost Haltbakk Bunkers, že nebude dodávat palivo lodím amerického námořnictva v norských přístavech.[18]

10. března
- V Severním moři poblíž britského města Hull najela kontejnerová loď Solong do kotvícího tankeru Stena Immaculate, majícího na palubě letecké palivo. Loď Solong vlastní společnost Ernst Russ. Plula pod portugalskou vlajkou s rusko-filipínskou posádkou. Stena Immaculate vlastnila americká společnost Crowley. Byl jedním z deseti tankerů, přepravujících palivo pro americké ozbrojené síly v programu Tanker Security Program (TSP).[19] Na obou plavidlech vypukl požár a jejich posádky je opustily. Při záchranné akci bylo evakuováno 36 osob. Jedna osoba zůstala nezvěstná, pravděpodobně zemřela. Jako první byla uhašen tanker. Britská policie zadržela muže, kterého podezřívá z usmrcení z nedbalosti.[20]

12. března
- Kapitán kontejnerové lodě Solong, která 10. března 2025 u britského pobřeží narazila do tankeru Stena Immaculate, byl vzat do vazby. Je ruské národnosti. Policie jej podezírá z usmrcení z hrubé nedbalosti. Po kolizi začala obě plavidla hořet a utrpěla vážná poškození. Z tankeru unikla část převáženého leteckého paliva. Jedna osoba při nehodě pravděpodobně zemřela.[21]

- Kvůli poruše kormidla ztratila posádka kontrolu nad 249 metrů dlouhým tankerem typu Aframax Olavo Bilac. Tanker následně narazil do mola v přístavu Santos v brazilském státě São Paulo. U mola v té době kotvily tři hlídkové lodě brazilského námořnictva: Guajará a Guaporé třídy Grajaú a dále Maracanã třídy Macaé. Rozsah škod zatím není znám.[22]

13. března
- Jihokorejská loděnice Hanwha Ocean v Kodže po šesti měsících práce dokončila údržbu a opravu zásobovací lodě pomocných sil amerického námořnictva USNS Wally Schirra (T-AKE-8). První to první taková zakázka pro neamerickou loděnici. Objednána byla v srpnu 2024 a v listopadu 2024 loděnice získala smlouvu na opravu amerického vojenského tankeru třídy Henry J. Kaiser USNS Yukon. Spojené státy americké takto prostřednictvím intenzivnější spolupráce se spojeneckými loděnicemi posilují opravárenské kapacity v indo-pacifickém regionu.[23]

### Duben
11. dubna
- Estonsko zadrželo za účelem provedení inspekce tanker Kiwala patřící k tzv. stínové flotile. Tanker se nachází na sankčním seznamu EU, Kanady, Spojeného království a Švýcarska. Tanker Kiwala byl spojován s Džibutskem, avšak v době zdržení plul poblíž Tallinu zcela bez vlajky a dle džibutských úřadů se nenacházel v jejich registrech. Takner byl propuštěn 28. dubna 2025.[24]

17. dubna
- Ozbrojené síly Spojených států amerických zahájily údery na cíle spojené s jemenskými povstalci Hútíi. Mimo jiné přitom byl těžce poškozen jemenský přístav Ras Isa.[25]

22. dubna
- Indické námořnictvo vyslalo do Arabského moře uskupení letadlové lodě INS Vikrant v reakci na teroristický útok v Pahalgámu v indickém teritoriu Džammú a Kašmír.[26]

23. dubna
- Ve Spojeném království začaly práce na modernizace loděnice Harland & Wolff, kterou v lednu 2025 plně ovládla španělská loděnice Navantia.[27]

- V reakci na zadržení ruského stínového tankeru Kiwala dne 11. dubna 2025 ruské námořnictvo uspořádalo v Baltském moři rozsáhlé cvičení, jehož cílem bylo vycvičit Baltskou flotilu v ochraně ruské obchodní lodní dopravy v tomto regionu a poskytnout pomoc obchodním plavidlům. Toto cvičení bylo zaměřeno na odrážení simulovaných nepřátelských válečných lodí a ponorek od přibližujících se ruských obchodních plavidel a také na výcvik Baltské flotily v asistenci při hašení požárů a likvidaci škod na palubách obchodních plavidel. Toto cvičení mohlo být prvním krokem k tomu, aby ruské námořnictvo nabídlo ochranu tankerům patřícím Stínové flotile a ochránilo je před zadržením a zadržením západními námořními silami, uplatňujícímí mezinárodní saknce uvalené po ruské invazi na Ukrajinu.[28]

24. dubna
- Námořnictvo Čínské lidové osvobozenecké armády vyslalo uskupení letadlové lodě Šan-tung k severnímu pobřeží Filipín. Byla to odpověď na filipínsko-americké vojenské cvičení Balikatan 2025, konající se od 25. dubna 2025. V rámci tohoto cvičení americká námořní pěchota umístila na filipínských ostrovech Batanes raketové systémy NMESIS, jejichž protilodní střely Naval Strike Missile kontrolují celý strategický Luzonský průliv. Je to nejbližší rozmístění amerických pozemních raket u pevninské Číny od druhé krize v Tchajwanském průlivu v roce 1958.[29]

25. dubna
- Na zbrojním veletrhu SITDEF 2025 v Limě peruánská státní loděnice Servicios Industriales de la Marina (SIMA) a jihokorejská společnost HD Hyundai Heavy Industries (HHI) podepsaly memorandum o společném vývoji nové třídy ponorek na bázi typu HDS-1500. Ta by mohla ve službě nahradit ponorky typu 209 peruánského námořnictva.[30]

26. dubna
- K mohutnému výbuchu došlo v areálu společnosti Sina Port and Marice Services Company (SPMCO) v přístavu Šáhid Radžaí, který je součástí přístavního města Bandar Abbás. V důsledku výbuchu zemřelo 70 osob a dalších 1200 bylo raněno. Přes tento přístav bylo za čtyři měsíce roku 2025 z Číny do Íránu dovezeno přes 1100 tun chloristanu sodného. Ten se používá při výrobě chloristanu amonného, což je klíčové okysličovadlo v tuhých pohonných hmotách íránských balistických raket. Výbuch tak poškodil íránský raketový program. Zároveň má i ekonomické dopady způsobené uzavřením frekventovaného přístavu, kterým prochází 85 procent íránského kontejnerového obchodu a je i důležitým přístavem pro náklad ropy.[31]

### Květen
13. května
- Rusko vyslalo stíhací letoun k tankeru Jaguar patřícímu k tzv. stínové flotile, který bez vlajky a pojištění vplul do estonských ekonomických vod, takže estonská hlídková loď Raju (P6732) prováděla jeho kontrolu. Akce se kromě estonské lodě účastnil vrtulník a hlídkové letadlo. Ruský letoun Su-35 na minutu pronikl do vzdušného prostoru NATO a proletěl v blízkosti tankeru. Dle estonského ministra zahraničí Margus Tsahkna se tak Rusko poprvé oficiálně přihlásilo ke své stínové flotile, což jsou stará a neudržovaná plavidla s nejasným vlastnictvím, sloužící k obcházení mezinárodních sankcí. Tanker Jaguar se nacházel na sankčním seznam Spojeného království. Estonské námořnictvo později tanker eskortovalo do ruských vod.[32][33]

18. května
- Ruské úřady zadržely řecký tanker Green Admire, který opustil estonský přístav Sillamäe a plul s nákladem břidlicové ropy po předem dohodnuté trase v ruských teritoriálních vodách. Tanker vlastněný řeckou společností Aegean Shipping plul pod liberijskou vlajkou a mířil do Rotterdamu. Po svém zadržení zakotvil u ostrova Gogland. Stalo se tak několik dnů po incidentu s tankerem ze stínové flotily Jaguar. Estonský ministr zahraničních věcí Margus Tsahkna uvedl, že další plavidla budou nucena plout alternativní trasou, takže zůstanou v estonských vodách.[34]

20. května
- Ruské úřady propustily dne 18. května 2025 zadržený řecký tanker Green Admire. Tanker nuceně kotvící u ostrova Gogland tak mohl pokračovat v plavbě do Rotterdamu.[35]

21. května
- Polské ozbrojené síly zasáhly proti tankeru Sun z tzv. ruské stínové flotily, které podezřele manévrovalo v blízkosti elektrického podmořského kabelu o výkonu 600 MW spojujícího Polsko a Švédsko. Na místo byl vyslán hlídkový letoun a průzkumná loď polského námořnictva ORP Heweliusz. Plavidlo následně odplulo do přístavu v Rusku.[36][37]

### Červen
3. června
- V Tichém oceánu vypukl požár na náladní lodi přepravující z Číny do Lazaro Cadenas v Mexiku 3048 automobilů, včetně 70 elektromobilů a 681 hybridních automobilů. Posádka 22 osob neuspěšně pokusila požár uhasit a poté byla evakuována. Opuštěné plavidlo hořelo u pobřeží Aljašky. Monitorovala jej americká pobřežní stráž.[38]

9. června
- Ruský strategický bombardér Tupolev Tu-22M3 řízenou střelou zasáhl ukrajinskou ropnou plošinu Tavrida v Černém moři. Plošina byla od roku 2015 okupována Ruskem, přičemž roku 2023 nad ní Ukrajina znovu získala kontrolu.[39]

22. června
- V červnu 2025 se korveta projektu 20380 Bojkij při návratu ze západní Afriky doprovodila Lamanšským průlivem tankery Naxos a Sierra považované za součást ruské stínové flotily, sloužící k obcházení mezinárodních sankcí. Tanker Naxos před průlivem čekal dva dny, než se připojil kolem 16. června 2025 ke korvetě a tankeru Sierra. Oblast průlivu skupina proplula 22. června 2025, ale plavidla zůstala pohromadě až po Dánské úžiny. Je to první zaznamenaný případ doprovodu stínových tankerů ruským námořnictvem. Rusko tím pravděpodobně reagovalo na opatření, která měla působení jejich stínové flotily omezit. Dle serveru Naval News to lze považovat za eskalaci situace ohledně stínové flotily.[40]

27. června
- Došlo k výbuchu ve strojovně ropného tankeru Vilamoura plujícího poblíž Benghází pod vlajkou Marshallových ostrovů na trase z libyjského přístavu Zuwetina do Gibraltaru. Tanker přepravoval milion barelů ropy. Předtím opakovaně pobýval v ruských přístavech. Například dvakrát v dubnu 2025. Vlastníkem tankeru je řecká společnost TMS Tankers. Ta uvedla, že byla zatopena strojovna a tanker bude odvlečen do Řecka. Dle vlastníka nebyl nikdo zraněn a nedošlo ani ke znečištění životního protředí.[41][42] Objevilo se podezření, že byly použity přísavné miny (limpet mine).[16]

### Červenec
2. července
- Kolumbijské námořnictvo zadrželo bezpilotní narkoponorku (poloponorné plavidlo, anglicky semi-submersible) plující s nákladem drog (dle odhadů až 1,5 tuny). Je to první doložený případ použití podmořského dronu při pašování narkotik. Dle zveřejněných snímků je možné, že plavidlo využívá systém Starlink.[43]

6. července
- Krize v Rudém moři: Loď na sypký náklad Magic Seas (IMO: 9736169), plující v Rudém moři pod liberijskou vlajkou, byla poškozena, obsazena a následně potopena útokem Hútíjů. Napadly ji rychlé čluny, jejichž posádky střílely z reaktivních granátometů (RPG) a ručních zbraní. Následně se přidaly čtyři hladinové výbušné drony, z nichž dva plavidlo Magic Seas zasáhly. Nakonec Hútíové plavidlo potopili výbušninami. Byl to první hútíjský útok na námořní dopravu od prosince 2024.[44][45]

7. července
- Krize v Rudém moři: Loď na sypký náklad Eternity C (IMO: 9588249), plující v Rudém moři pod liberijskou vlajkou, napadena a následně potopena útokem Hútíjů. Napadly ji rychlé čluny, jejichž posádky střílely z RPG. Také ji zasáhly minimálně dvě balistické rakety odpálené z pobřeží. K prvnímu útoku došlo v pondělí 7. července, po posledním útoku v noci z úterý na středu (8./9.) posádka loď opustila. Nejméně čtyři členové posádky zahynuli, sedm bylo zachráněno a 14 je nezvěstných.[46][47]

9. července
- Americká útočná jaderná ponorka třídy Los Angeles USS Newport News (SSN-750) navštívila Reykjavík, což představuje historicky první pobyt jaderné ponorky na Islandu. Island povolil vstup plavidel s jaderným pohonem do svých teritoriálních vod teprve v roce 2023.[48]

### Srpen
11. srpna
- Čínský raketový torpédoborec typu 052D Kuej-lin (164) a kutr čínské pobřežní stráže CCG-3104 byly poškozeny při kolizi u mělčiny Scarborough Shoal v Jihočínském moři. Stalo se tak ve chvíli, kdy pronásledovaly hlídkovou loď filipínské pobřežní stráže Suluan (MRRV-4406).[49]

14. srpna
- Ruská invaze na Ukrajinu: Ukrajina svými drony poprvé zasáhla plavidlo v oblasti Kaspického moře. V ruském přístavu Olja byla potopena nákladní loď Port Olja-4, která údajně z Íránu přivezla munici a součástky pro drony Šáhid-136.[50]

## Lodě vstoupivší do služby
- 10. ledna –  Čchang-pin (CG 611) – hlídková loď třídy An-pching

- 15. ledna –  INS Nilgiri (F33) – fregata třídy Nilgiri

- 15. ledna –  INS Surat (D69) – torpédoborec třídy Visakhapatnam

- 15. ledna –  INS Vaghsheer (S26) – ponorka třídy Scorpène

- 15. ledna –  Zagros (313) – zpravodajská loď

- 17. ledna –  RKS Tobwaan Mainiku (302) – hlídková loď třídy Guardian

- 17. ledna –  Umag (OOB-32) – hlídková loď třídy Omiš

- 17. ledna –  Hugin (A547) a Munin (A548) – hlídkový člun Watercat 2000 Patrol

- 20. ledna –  Mantoyvalos Ioannis (P-197), Galanis Georgios (P-198), Liaskos Antonis (P-288) a Gialopsos Ektoras (P-289) – hlídkový člun třídy Island, původně americké USCGC Aquidneck (WPB-1309), USCGC Monomoy (WPB-1326), USCGC Wrangell (WPB-1332) a USCGC Adak (WPB-1333)

- 22. ledna –  Luo-che (545) – fregata typu 054B

- 6. února –  Šahíd Bahman Bagheri (C110-4) – nosič dronů

- 7. února –  Al Emarat (P111) – korveta třídy Bani Yas

- 18. února –  Al Taf (P163) – oceánská hlídková loď (korveta) třídy Falaj 3

- 19. února –  Yazza (P5004) – hlídková loď Damen Stan Patrol 5009

- 20. února –  Irabu (PL-95) – hlídková loď třídy Kunigami

- 20. února –  Rabdan (L207) – výsadková člun třídy Rabdan

- 24. února –  CP 335 – hlídková člun FB 56'

- 25. února –  RFNS Timo (403) – hlídková loď třídy Guardian

- 25. února –  SCGS Boudeuse (ex ICGS C-449) – rychlý hlídkový člun třídy  L&T

- 27. února –  Šahíd Rais-Alí Delvari (FS313-04) – korveta třídy Šahíd Sulejmání

- 3. března –  Šikišima (PLH-31) – oceánská hlídková loď třídy Reimei

- 6. března –  Raigei (SS-516) – ponorka třídy Taigei

- 10. března –  Alternance Pacifique du 24 Jan 2019 (P142) – rychlý hlídkový člun třídy RPB 33

- 11. března –  SCGS Andromache - hlídková loď typu 62/třídy Etoile

- 12. března –  Nómi (MSO-307) – minolovka třídy Awadži

- 12. března –  2232 až 2235 – rychlý hlídkový člun Gading G2000 MKII

- 18. března –  Rügen – hlídková loď

- 20. března –  Tchäpchjongjang 18 (3018) – oceánská hlídková loď třídy Tchäpchjongjang 17

- 24. března –  Amami (PL-204) – oceánská hlídková loď třídy Mijako

- 27. března –  Emden – hlídková loď třídy Emden

- 3. dubna –  USCGC John Witherspoon (WPC-1158) – kutr třídy Sentinel

- 5. dubna –  USS Iowa (SSN-797) – ponorka třídy Virginia

- 6. dubna –  Nihonbare (LCU-4151) – výsadková loď třídy Nihonbare

- 10. dubna –  Saad Omar Guelleh (P-15) a Ali Mohamed Kako (P-16) – hlídková čluny třídy Saad Omar Guelleh

- 15. dubna –  Spartaco Schergat (F 598) – fregata třídy FREMM

- 17. dubna –  KRI Bung Hatta (370) – korveta třídy Bung Karno

- 17. dubna –  Tazarka (P305) a Menzel Bourguiba (P306) – hlídkový člun třídy Island

- 24. dubna –  King Shaka Zulu (P1572) – hlídková loď třídy Warrior

- 7. května –  Afanasy Ivannikov (625) – minolovka projektu 12700

- 8. května –  HMAS Cape Solander (312) a HMAS Cape Schanck (313) – hlídkové lodě třídy Cape

- 13. května –  Häuri 66 (216) – hlídkový člun třídy Häuri 56

- 20. května –  BRP Miguel Malvar (FFG-06) – fregata třídy Miguel Malvar

- 20. května –  BRP Albert Majini (PG-909) – hlídkový člun třídy Acero

- 21. května –  Nijodo (FFM-7) – fregata třídy Mogami

- 30. května –  Jókó (LSV-4101) – výsadková loď třídy Jókó

- 2. června –  Mariupol (M312) (ex Narcis (M923)) a Melitopol (M313) (ex Zr. Ms. Vlaardingen (M863)) - minolovky třídy Tripartite

- 11. června –  B-610 Jakutsk – ponorka projektu 636.3

- 13. června –  HMCS Frédérick Rolette (AOPV 434) – arktická oceánská hlídková loď třídy Harry DeWolf

- 18. června –  INS Arnala (P68) – korveta třídy ASW-SWC

- 18. června –  DSS Galatea – hlídková loď Damen FCS 5009 Patrol

- 19. června –  Júbecu (FFM-8) – fregata třídy Mogami

- 20. června –  ARC Batalla Toma de Sabanilla, ARC Batalla de Cispatá a ARC Batalla Noche de San Juan – hlídkový člun třídy Island, původně americké USCGC Mustang (WPB-1310), USCGC Naushon (WPB-1311) a USCGC Liberty (WPB-1334)

- 24. června –  USNS Point Loma (T-EPF-15) – rychlá transportní loď třídy Spearhead

- 26. června –  Pankouri (DB-1), Gangčil (DB-2) a Masranga (DB-3) – potápěčské podpůrné lodě třídy Pankouri

- 26. června –  ICGS Adamya (256) – hlídková loď třídy Adamya

- 28. června –  HMAS Arafura (OPV 203) – oceánská hlídková loď třídy Arafura

- 1. červenec –  INS Tamal (F71) (ex Admiral Istomin) – fregata třídy Talwar

- 2. červenec –  KRI Brawijaya (320) (ex Marcantonio Colonna (P433)) – oceánská hlídková loď třídy Thaon di Revel

- 4. července –  Tourville (S637) – jaderná útočná ponorka třídy Suffren

- 18. července –  INS Nistar (A16) – potápěčská podpůrná loď třídy Nistar

- 21. července –  HMS Stirling Castle (M01) (ex Island Crown) – podpůrná loď pro minolovné provozovaná

- 24. července –  K-555 Kňaz Požarskij – raketonosná ponorka Projektu 955A / třídy Borej-A

- 26. července –  BAP Paita (AMP-157) – výsadková loď třídy Makassar

- 30. července –  Emilio Bianchi (F 589) – fregata třídy FREMM

- 4. srpna –  Căpitan Constantin Dumitrescu (M-271) (ex HMS Pembroke (M107)) - minolovka třídy Sandown

- 10. srpna –  USCGC Storis (WAGB-21) (ex MV Aiviq) – ledoborec

- 11. srpna –  USCGC Earl Cunningham (WPC-1159) – kutr třídy Sentinel

- 15. srpna –  MCGS Dharumavantha (P 804) (ex TCG Volkan (P-343)) - hlídková loď třídy Doğan